# ديواين باترسون
ديواين باترسون (بالإنجليزية: DeWayne Patterson)‏ هو لاعب كرة قدم أمريكية أمريكي، ولد في 20 أبريل 1984 في ريدلاندس في الولايات المتحدة.